# Stichting Welzijn Doven Amsterdam
De Stichting Welzijn Doven Amsterdam (SWDA) is een van de oudste nog bestaande welzijnsstichting voor doven in Nederland.
De SWDA is actief op zowel het gebied van belangenbehartiging als het gebied van welzijn van doven in Amsterdam en omstreken. De stichting werd opgericht in 1976 als koepelorganisatie voor de verschillende verenigingen voor doven die daarmee één gezicht wilden laten zien naar de gemeente Amsterdam.
SWDA heeft een jongerenclub, genoemd Lieverdjes. De ouderenvereniging van SWDA, Guyot 50+, bestaat sinds 1884 en is vernoemd naar Henri Daniel Guyot. 